# 南余店乡
南余店乡，是中华人民共和国河南省驻马店市汝南县下辖的一个乡镇级行政单位。

## 行政区划
南余店乡下辖以下地区：
南余店村、张湾村、门庄村、郭店村、薛庄村、秧湖村、杨围子村、徐庙村、潘庄村和李楼村。